# Deconychura
Deconychura – rodzaj ptaków z podrodziny kowali (Sittasominae) w obrębie rodziny tęgosterowatych (Dendrocolaptidae).

## Rozmieszczenie geograficzne
Rodzaj obejmuje gatunki występujące w Ameryce.

## Morfologia
Długość ciała 17–18,5 cm cm; masa ciała 19,4–26,4 g.

## Systematyka
Rodzaj zdefiniował w 1891 roku amerykański ornitolog George Kruck Cherrie w artykule poświęconym opisowi nowych rodzajów, gatunków i podgatunków ptaków z Kostaryki, opublikowanym w czasopiśmie Proceedings of the United States National Museum. Gatunkiem typowym jest (oryginalne oznaczenie) tęgosterzyk plamisty (D. typica).

### Etymologia
- Deconychura: gr. δεκα deka ‘dziesięć’; ονυξ onux, ονυχος onukhos ‘pazur’; ουρα oura ‘ogon’[4].
- Dendrocinclopa: rodzaj Dendrocincla G.R. Gray, 1840 (łaźczyk); gr. ωπη ōpē ‘wygląd’[5]. Gatunek typowy (oryginalne oznaczenie): Dendrocincla longicauda guianensis Chubb, 1919 (= Dendrocincla longicauda von Pelzeln, 1868).

### Podział systematyczny
Do rodzaju należą następujące gatunki:
- Deconychura typica Cherrie, 1891 – tęgosterzyk plamisty
- Deconychura longicauda (von Pelzeln, 1868) – tęgosterzyk większy
- Deconychura pallida J.T. Zimmer, 1929 – tęgosterzyk amazoński